# Lycodon bibonius
Lycodon bibonius är en ormart som beskrevs av Ota och Ross 1994. Lycodon bibonius ingår i släktet Lycodon och familjen snokar. Inga underarter finns listade i Catalogue of Life.
Denna orm förekommer på två öar som ingår i Babuyanöarna i norra Filippinerna norr om ön Luzon. Exemplar hittades vid 50 till 70 meter över havet. Individer vistas i skogar och på odlingsmark med palmer. Honor lägger ägg.
Kanske påverkas beståndet negativt av skogsröjningar i delar av utbredningsområdet. Hela populationen antas vara stabil. IUCN kategoriserar arten globalt som livskraftig.